# 约埃尔·伦德奎斯特
约埃尔·伦德奎斯特（瑞典語：Joel Lundqvist，1982年3月2日—），瑞典男子冰球运动员，司职前锋。他曾代表瑞典国家队参加2018年冬季奥林匹克运动会冰球比赛，获得第5名。

## 家庭
孪生兄弟亨里克·伦德奎斯特。